# اوستروگ
اوستروگ (به لاتین: Ostroróg) یک شهر و گمینا در لهستان است که در گمینا اوستروروگ واقع شده‌است. اوستروگ ۱٫۲۶ کیلومتر مربع مساحت و ۱٬۹۹۵ نفر جمعیت دارد.